# Richard Parke
Richard Averill Parke né le 13 décembre 1893 à Staten Island et mort le 23 août 1950 à Samedan, est un bobeur américain.

## Biographie
Richard Parke est diplômé de l'université Cornell en 1916. Il sert en tant qu'officier d'infanterie en France lors de la Première Guerre mondiale, puis passe chaque année ses vacances à Saint-Moritz après la guerre. C'est dans cette ville qu'il remporte avec l'équipe 2 des États-Unis la médaille d'or en bob à cinq aux Jeux olympiques de 1928.

## Palmarès
- Champion olympique du bob à cinq aux Jeux olympiques d'hiver de 1928 à Saint-Moritz ( Suisse)